# Зозулин льон стиснутий
Зозулин льон стиснутий (Polytrichum strictum) — вид мохів родини політрихових.

## Назва
В англійській мові має назву «волохатий болотний мох» (англ. bog haircap moss).

## Будова
Вічнозелений мох, стебла (6-12 см) стрункі, зелені чи білувато-зелені, темно-бурі з віком, зростає у компактних пучках. Листочки (2-5 мм) стиснуті у сухому стані та розлогі у зволоженому. Polytrichum strictum дводомний з репродуктивними структурами чоловічої та жіночої статі, що виробляються окремо чоловічими та жіночими гаметофітами.

## Поширення та середовище існування
Polytrichum strictum зустрічається по всій Канаді, північній половині США, Гренландії, Ісландії, Фарерських островах, Північній Європі та Азії, а також Антарктиді та південній половині Південної Америки. В Антарктиці утворює великі мохові поля. Зростає у тундрі, полярних болотах, луках, вологих альпійських тундрах, також у теплішому кліматі в реліктових болотах, на висотах та на гнилих пнях у вологих ялинових лісах.

## Галерея

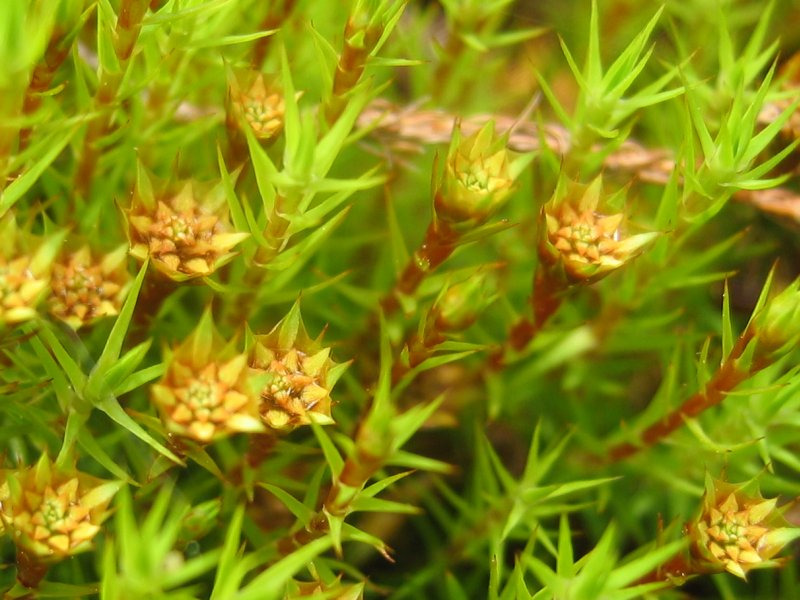
Чоловічі рослини
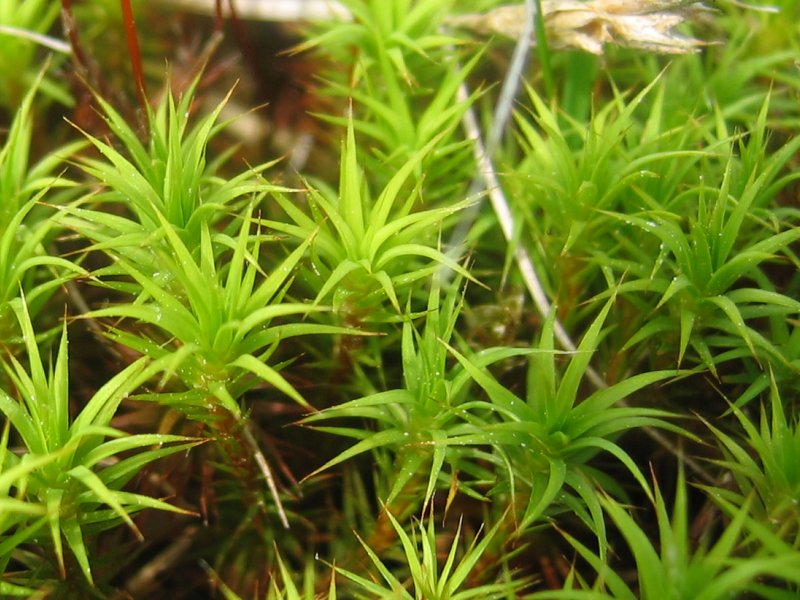
Жіночі рослини
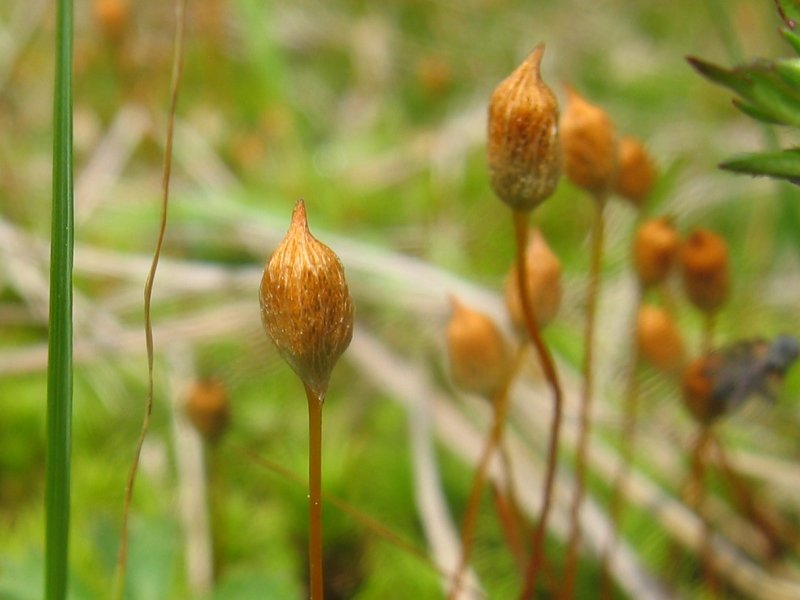
Спорангій
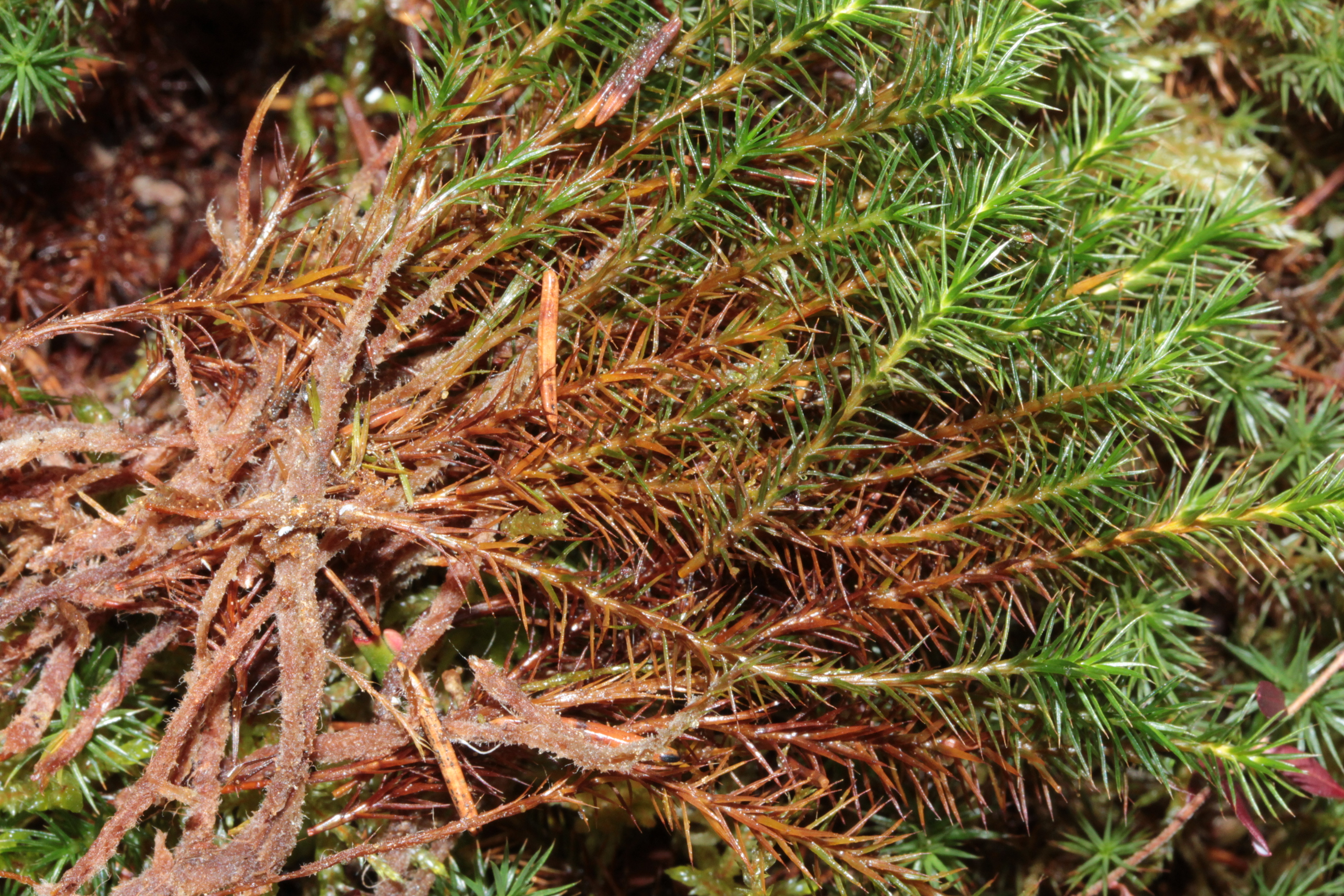
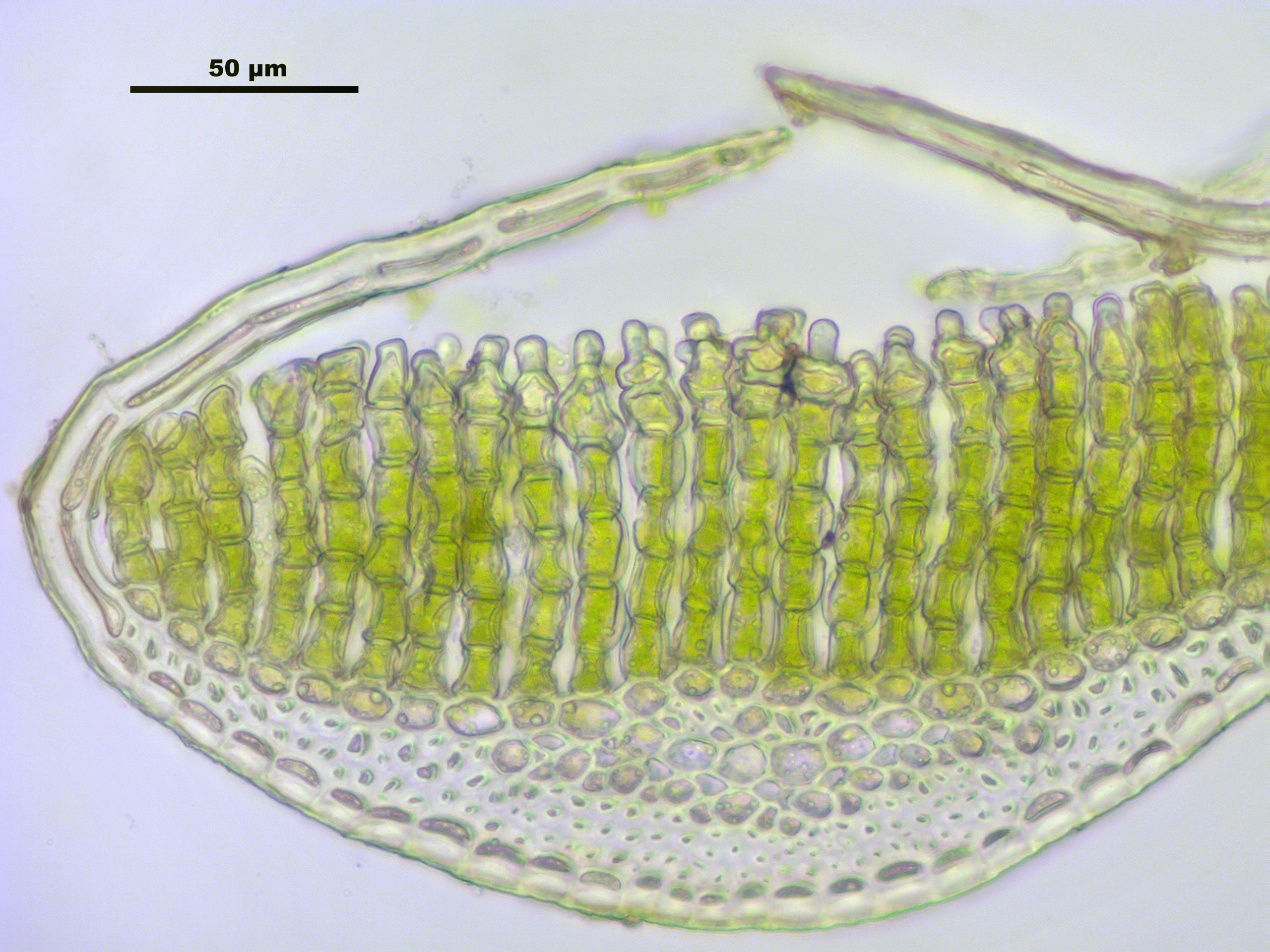
Розріз листка